# 華園真暢
華園 真暢（はなぞの しんちょう、1957年3月28日 - ）は、日本の真宗興正派の僧侶。興正寺住職、真宗興正派第31世門主。法名は本顕。

## 家族・親族
東山天皇の男系子孫（後述）。真暢には息子がいないため、華園家で天皇の血を引く男系男子は、真暢を最後に途絶えるとみられている(なお分家した7人の大叔父と曽祖父の弟の子孫が含まれているのかは不明)。興正派門主は一人娘の華園沙弥香（法名は真慶）が継ぐ予定である。
係累縁者が多数に上るため、下記には親族の範囲に該当する著名人のみ氏名を記載した。
華園家の系図は華園摂信参照。
- 鷹司政煕（六世の祖） - 公卿
- 鷹司政通（五世の祖） - 公卿
- 華園摂信（高祖父） - 僧侶
- 華園沢称（曾祖父） - (1852/6/8-1912/11/19[1])僧侶
- 華園真淳（祖父） - (1884年8月3日-1975年1月22日[1]）僧侶
- 梶野行康（大叔父） - 神職
- 華園茂（伯父）(1922年6月25日-1945年3月28日[1])
- 華園真準（父） - 僧侶
- 華園沙弥香（子） - 僧侶

## 系譜
東山天皇の男系九世子孫である。東山天皇の孫（閑院宮直仁親王の子）で鷹司家を継いだ鷹司輔平の男系後裔。

詳細は皇別摂家#系図も参照のこと。